# Strukturni izomer
Strukturni izomerizam (konstitucioni izomerizam po IUPAC-u) je oblik izomerizma u kome su molekuli sa istom molekulskom formulom vezani na različite načine. To je u suprotnosti sa stereoizomerizmom.
Tri kategorije konstitucionih izomera su: skeletalni, pozicioni, i funkcionalni izomeri. Pozicioni izomeri se takođe nazivaju regioizomeri. Tautomeri su potkategorija funkcionih izomera.

## Izomerizam lanca
U izomerizmu lanca, ili skeletalnom izomerizmu, komponente (obično ugljeničnog) skeletona su distinktno preuređene da se formiraju različite strukture. Pentan postoji u obliku tri izomera: n-pentan (često se naziva jednostavno "pentan"), izopentan (2-metilbutan) i neopentan (2,2-dimetilpropan).
|         |           |           |
| -Pentan | Izopentan | Neopentan |

## Pozicioni izomerizam
U pozicionom izomerizmu (још назван региоизомеризам) funkcionalna grupa ili drugi supstituent menjaju poziciju na strukturi roditelja. U donjoj tabeli, hidroksilna grupa može da zauzme tri različite pozicije na n-pentanskom lancu formirajući tri raličita jedinjenja - региоизомера.
|            |            |            |
| 1-Pentanol | 2-Pentanol | 3-Pentanol |

Mnogi aromatični izomeri se javljaju zato što supstituenti mogu da budu na različitim delovima benzenovog prstena. Postoji samo jedan izomer fenola ili hidroksibenzena, dok krezol ili metilfenol ima tri izomera. Ksilenol ima jednu hidroksilnu grupu i dve metil grupe, te postoji šest izomera.
|              |              |              |
| 2,3-Ksilenol | 2,4-Ksilenol | 2,5-Ksilenol |
|              |              |              |
| 2,6-Ksilenol | 3,4-Ksilenol | 3,5-Ksilenol |

## Izomerizam funkcionalnih grupa
Funkcionalni izomeri su strukturni izomeri koji imaju istu molekulsku formulu, ali su atomi povezani na različite načine, tako da formiraju različite grupe. Te grupe atoma se nazivaju funkcionalne grupe. Drugim rečima, dva jedinjenja sa istom molekulskom formulom, ali različitim funkcionalnim grupama, su funkcionalni izomeri.
Na primer, cikloheksan i 1-heksen imaju istu formulu . Oni su izomeri funkcionalnih grupa jer je cikloheksan cikloalkan, a heks-1-en je alken.
|             |          |
| Cikloheksan | 1-heksen |

Da bi dva molekula bili funkcionalni izomeri, oni moraju da sadrže grupe atoma uređene na specifičan način. Organska hemija obiluje primerima takvih izomera. U zavisnosti od načina na koji su atomi uređeni, formula  može da predstavlja dva različita jedinjenja dimetil etar  ili etanol . Dimetil etar i etanol su funkcionalni izomeri. Prvi je etar, dok je drugi alkohol.